# Makoto Tanaka
Makoto Tanaka (* 8. srpen 1975) je bývalý japonský fotbalista.

## Reprezentace
Makoto Tanaka odehrál 32 reprezentačních utkání. S japonskou reprezentací se zúčastnil letních olympijských her 1996.

## Statistiky
| Japonsko | Japonsko | Japonsko |
| Roky     | Záp.     | Góly     |
| -------- | -------- | -------- |
| 2004     | 14       | 0        |
| 2005     | 16       | 0        |
| 2006     | 2        | 0        |
| Celkem   | 32       | 0        |